# Marion Lorne
Marion Lorne MacDougall (West Pittston - Pensilvânia, 12 de agosto de 1883 — Nova Iorque, 9 de maio de 1968) foi uma atriz norte-americana. Após uma carreira no teatro em Nova York e Londres, Lorne fez seu primeiro filme em 1951, e durante o resto de sua vida teve pequenos papéis em filmes e na televisão. Seu papel como Tia Clara, na série de comédia A Feiticeira, trouxe o reconhecimento generalizado, e um póstumo Emmy de Melhor Atriz Secundária numa Série de Comédia.

## Biografia
Seus pais eram imigrantes de origem escocesa e inglesa.
Ela estudou na American Academy of Dramatic Arts, em Nova Iorque, depois foi para Hartford, Connecticut, e finalmente chegou a Broadway onde fez sucesso imediato.
Casou-se com o autor teatral Walter Hackett e foi para Londres. Lá trabalhou por muitos anos no Whitehall Theatre, encenando as peças escritas pelo seu marido.
Após a morte súbita do marido em 1944, ela tentou aposentar-se, mas isto não durou muito. Em 1951, Alfred Hitchcock dirigiu Lorne em "Pacto Sinistro", juntamente com Kasey Rogers, a Louise de "A Feiticeira". Logo depois integrou-se ao elenco das séries "Mr. Peepers" e "The Gary Moore Show".
Voltando aos Estados Unidos, Marion participou de várias produções de televisão como em "The Ed Sullivan Show", "The Dinah Shore Show" e "The Jack Paar Show".
Em "A Feiticeira" participou de vinte e sete capítulos como Tia Clara.
Marion morreu no dia 9 de maio de 1968, com oitenta e quatro anos de idade, vítima de um ataque cardíaco.

## Filmografia
| Year      | Title                        | Role                | Other notes      |
| --------- | ---------------------------- | ------------------- | ---------------- |
| 1951      | Strangers on a Train         | Mrs. Anthony        |                  |
| 1952-1953 | Mr. Peepers                  | Mrs. Gurney         | TV, 17 episódios |
| 1955      | The Girl Rush                | Aunt Clara          |                  |
| 1957      | Sally                        | Myrtle Banford      | TV, 2 episódios  |
| 1958      | Suspicion                    | Mrs. Foster         | TV, 1 episódio   |
| 1958      | The DuPont Show of the Month | Veta Louise Simmons | TV, 1 episódio   |
| 1964-1968 | A Feiticeira                 | Aunt Clara          | TV, 27 episódios |
| 1967      | The Graduate                 | Miss DeWitte        |                  |